# フィル・アンセルモ
フィル・アンセルモ（Phil Anselmo、1968年6月30日 - ）はアメリカ合衆国・ルイジアナ州ニューオーリンズ出身のボーカリスト、ヘヴィメタルミュージシャン。
元パンテラ、元スーパージョイント・リチュアルのメンバーであり、現在はヘヴィメタルバンド、DOWN（ダウン）で活動。2013年にはソロ・アルバムをリリースする。身長182cm。

## 来歴・人物
1968年にルイジアナ州ニューオーリンズに生まれる。もの静かで従順な少年だったという。
地元でバーを経営していた父親に虐待がかった育てられ方をされたと本人はインタビューで言及しており、そのことが後の作詞や、ヘロイン常習のきっかけになったともいえる。
少年時代にいくつかのバンドに参加しており、その実績や実力からフロントマンとしての評判も良かった。
そして1987年、テキサスのバンド、パンテラはよりヘヴィかつアグレッシブなサウンドを採用し始めていたことからボーカルが脱退、新しいボーカリストを捜していたところにアンセルモは採用された。パンテラ時代は「フィリップ・アンセルモ（Philip Anselmo）」表記で活動。以後、長らくパンテラのメンバーとして音楽界に衝撃をあたえることに貢献した。
しかし、バンド全盛期だった90年代中頃、パンテラのショーの後、彼はヘロインの過剰摂取により心停止状態に陥り、生死の境をさまようものの奇跡的に一命を取り留めた。が、このことによりパンテラ内のメンバーと関係が悪化して行き、よりいっそうメンバーとの溝が深まってしまった。
2000年には、メンバー関係がいいとは言えない状態で制作したアルバム「REINVENTING THE STEEL （邦題：激鉄）」をリリース。
だが以前から参加していたサイドプロジェクトのスーパージョイント・リチュアルやDOWNに費やす時間が増えて行き、行き詰まったメンバー関係、特にダイムバッグ・ダレルとヴィニー・ポールの兄弟との確執が深まり、最早それが修復不能に達し、このアルバムを最後としてバンドは解散。
以後、元メンバー（特にダレル）との確執の勢いが増し、ダレルに対しては脅迫的な発言をすることもあったという。
2004年にダレルが銃撃され死亡したときには、それまでの対立関係から葬儀に参加させてもらえなかったり、そのことについて一週間音信がなかったりということでマスメディアなどから非難を浴びたが、公式に声明を発表したとき「きちんとした形で別れを告げられず、本当にダレルに悪いと思うし、胸が痛む。葬儀には本当に行きたかったけど、行かせてもらえず悔やんでる。だが俺は家族から望まれてないし、その意思を尊重したい。だけど俺と奴は本当に親友だった。あいつは最高なマザーファッカーだったよ。彼の冥福を心から祈る。」
と、今までのダレルに対する念を言い、そして彼と和解できなかったことを悔やんでいることから、本当はダレルはアンセルモにとって親友であり、兄弟のような大事な存在だったことが窺える。この発言の発表後、ヘヴィメタルシーンから引退を示唆する発言をしていたが、後に撤回した。
特撮のゴジラの大ファンで、ゴジラやモスラ、ガイガンなどの怪獣のフィギュアや映画のビデオ、映画のサウンドトラックなどのグッズをプレゼントされた際にはまるで子供のようにはしゃいで喜んでいた。

### 人種差別発言
2016年に開催されたダイムバッグ・ダレルの追悼コンサート「DIMEBASH」にDOWNが出演した際、ステージ上でナチス式敬礼と、人種差別とも取られる白人至上主義を表す「White Power!」という言葉をステージ上で吐いたことから批判が巻き起こり、当初は「あれは楽屋で白ワインを呑んでいて出たジョークだ。謝罪するつもりはない」とコメントしていたが、それが批判に火に油を注ぐ格好となって、マシーン・ヘッドのロブ・フリンやアンスラックスのスコット・イアン等のアーティストばかりかDOWNのメンバーからも彼の一連の言動に対する批判のコメントが出される事態となり、遂にフィル本人も自身のウェブサイトなどで謝罪のコメントをするに至ったが沈静化には至らず、この件が原因となってか、その後DOWNの出演が予定されていた音楽フェスティバルやライブの出演をキャンセルしたり、主催者側から出演リストから外されてしまうという事態となった。

## プレイスタイル
シャウトやハイトーンなどの咆哮系を前に出しつつも、バラードなども歌い上げる高い歌唱力を持つ。
また、パンテラ在籍時はパンテラの最大の特徴でもあり、武器でもあった重いグルーヴ感をさらに増させるようなヘヴィな歌声と吠えるような声で当時のロック界に衝撃を与え、
他のバンドメンバーとともに一躍、当時のメタルシーンの頂点に立った。
またそのような新しく、パワーメタルの文字通りのルックス、立ち居振る舞い、音楽性は後のラウドロックアーティストに多大な影響を与えた。

## ソロ・アルバム
- Walk Through Exits Only (2013年)